# John Christopher Cutler

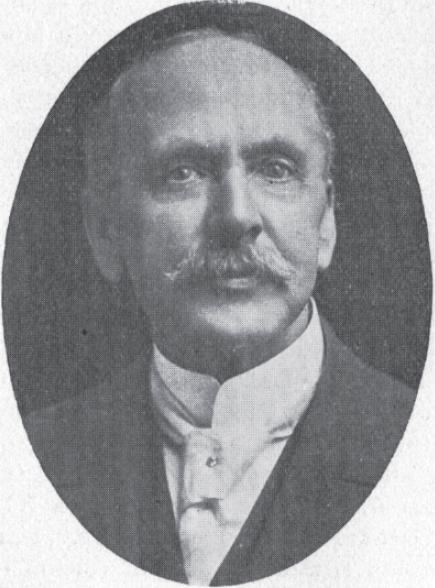
John Christopher Cutler

John Christopher Cutler (* 5. Februar 1846 in Sheffield, England; † 30. Juli 1928 in Salt Lake City, Utah) war ein US-amerikanischer Geschäftsmann und Politiker (Republikanische Partei).

## Frühe Jahre
Seine Eltern konvertierten zur Kirche Jesu Christi der Heiligen der Letzten Tage und zogen nach Utah, als er 18 Jahre alt war. Cutler wurde Präsident des familiären Textilwarenunternehmens und war in zahllosen Aufsichtsräten von Banken, Versicherungen und anderen Unternehmen tätig. Ferner war er von 1884 bis 1890 als Clerk des Salt Lake County tätig.

## Gouverneur von Utah
Cutler gewann 1904 die Wahl zum Gouverneur von Utah. Er war vom 2. Januar 1905 bis zum 4. Januar 1909 im Amt. Während seiner Amtszeit richtete er ein Jugendgerichtssystem ein, förderte Investitionen in der lokalen Industrie sowie die Erfassung von Geburten und Todesfällen im Staat. Aufgrund einer Kluft in der Republikanischen Partei bildeten die Anti-Mormonen-Mitglieder eine American Party. Daraufhin förderte Cutler den umstrittenen William Spry bei seiner Kandidatur um die republikanische Gouverneursnominierung, die am Ende erfolgreich war, so dass die Partei die Kontrolle im Parlament behalten würde.

## Weiterer Lebenslauf
Am Ende seiner Amtszeit kehrte er zu seinen früheren Geschäftstätigkeiten zurück. Mit nachlassender Gesundheit beging er im Alter von 82 Jahren Selbstmord.
Er war mit Sarah Elizabeth Taylor verheiratet. Das Paar hatte sieben gemeinsame Kinder.